# Marten Julius
Marten Julius (* 1966) ist ein ehemaliger deutscher Handballspieler. Als Rechtsaußen und als rechter Rückraumspieler spielte er für den TV Großwallstadt in der Bundesliga.

## Karriere
Julius spielte für den TuS Griesheim in der 2. Bundesliga. Nach der Saison 1991/92 stieg er mit dem Verein trotz seiner 161 Saisontore in die Regionalliga ab. Aufgrund seiner Leistungen verpflichtete ihn der Bundesligist TV Großwallstadt. Dort bekam er als Ersatz-Rechtsaußen hinter Bernd Roos jedoch wenig Spielanteile und wechselte nach nur einer Saison mit 13 Torerfolgen zum Zweitligisten TSV GWD Minden. Auch in Minden war Julius häufig nur Ersatz hinter Kai Stolze und sein Vertrag wurde nicht verlängert. Als Stolze sich jedoch die Achillessehne riss, bekam er einen neuen Vertrag bis zum Saisonende 1994/95 und so konnte er mit 83 Toren zum Aufstieg in die Bundesliga beitragen. Fortan wollte er sich seiner beruflichen Karriere widmen und spielte deshalb nur noch in der 2. Mannschaft in der Landesliga, wo ihm auf Anhieb die nächsten beiden Aufstiege in die Verbands- und die Oberliga gelangen. 1998 beendete er zunächst seine Karriere, trainierte allerdings wieder bei der Bundesliga-Mannschaft mit, um im Notfall einspringen zu können. Julius hatte allerdings keinen Einsatz mehr.

## Erfolge
- Aufstieg in die Bundesliga (1): 1995
- Aufstieg in die Oberliga (1): 1997
- Aufstieg in die Verbandsliga (1): 1996